# Powiat Fürstenfeldbruck
Powiat Fürstenfeldbruck (niem. Landkreis Fürstenfeldbruck) – powiat w Niemczech, w kraju związkowym Bawaria, w rejencji Górna Bawaria, w regionie Monachium.
Siedzibą powiatu Fürstenfeldbruck jest miasto Fürstenfeldbruck.

## Podział administracyjny
W skład powiatu Fürstenfeldbruck wchodzą:
- cztery gminy miejskie (Stadt)
- 19 gmin wiejskich (Gemeinde)
- dwie wspólnoty administracyjne (Verwaltungsgemeinschaft)

Miasta:
| Lp. | Nazwa miasta     | Ludność (31.12.2011) | Powierzchnia km² |
| --- | ---------------- | -------------------- | ---------------- |
| 1   | Fürstenfeldbruck | 34.479               | 32,53            |
| 2   | Germering        | 38.195               | 21,61            |
| 3   | Olching          | 25.522               | 29,91            |
| 4   | Puchheim         | 20.215               | 12,23            |

Gminy wiejskie:
| Lp. | Nazwa gminy     | Ludność (31.12.2011) | Powierzchnia km² |
| --- | --------------- | -------------------- | ---------------- |
| 1   | Adelshofen      | 1.584                | 13,28            |
| 2   | Alling          | 3.546                | 21,04            |
| 3   | Althegnenberg   | 1.879                | 16,09            |
| 4   | Egenhofen       | 3.231                | 33,40            |
| 5   | Eichenau        | 12.036               | 6,98             |
| 6   | Emmering        | 6.405                | 10,94            |
| 7   | Grafrath        | 3.602                | 14,43            |
| 8   | Gröbenzell      | 19.673               | 6,36             |
| 9   | Hattenhofen     | 1.403                | 7,17             |
| 10  | Jesenwang       | 1.516                | 15,30            |
| 11  | Kottgeisering   | 1.606                | 8,21             |
| 12  | Landsberied     | 1.499                | 10,54            |
| 13  | Maisach         | 13.012               | 53,45            |
| 14  | Mammendorf      | 4.564                | 21,21            |
| 15  | Mittelstetten   | 1.696                | 18,62            |
| 16  | Moorenweis      | 3.880                | 46,45            |
| 17  | Oberschweinbach | 1.640                | 7,23             |
| 18  | Schöngeising    | 1.882                | 12,86            |
| 19  | Türkenfeld      | 3.668                | 15,95            |

Wspólnoty administracyjne:
| Lp. | Nazwa wspólnoty administracyjnej | Ludność (31.12.2011) | Powierzchnia km² | Liczba gmin |
| --- | -------------------------------- | -------------------- | ---------------- | ----------- |
| 1   | Grafrath                         | 7.090                | 35,50            | 3           |
| 2   | Mammendorf                       | 15.731               | 109,44           | 8           |

## Demografia
Dane o ludności z 31 grudnia 2008:
| Opis                                | Ogółem  | Ogółem | Kobiety | Kobiety | Mężczyźni | Mężczyźni |
| ----------------------------------- | ------- | ------ | ------- | ------- | --------- | --------- |
| Jednostka                           | osób    | %      | osób    | %       | osób      | %         |
| Populacja                           | 201 845 | 100    | 103 301 | 51,18   | 98 544    | 48,82     |
| Wiek przedprodukcyjny (0–17 lat)    | 36 110  | 17,89  | 17 514  | 8,68    | 18 596    | 9,21      |
| Wiek produkcyjny (18–65 lat)        | 125 338 | 62,1   | 63 410  | 31,42   | 61 928    | 30,68     |
| Wiek poprodukcyjny (powyżej 65 lat) | 40 397  | 20,01  | 22 377  | 11,09   | 18 020    | 8,93      |

## Polityka

### Landrat
- 25 maja 1945 - 5 czerwca 1946: Hans Miller
- 6 czerwca 1946 - 6 marca 1947: Hans Wachter (CSU)
- 13 marca 1947 - 2 grudnia 1947: Ernst Raadts (BP)
- 9 grudnia 1947 - 30 maja 1948: Karl Huber (CSU)
- 1 czerwca 1948 - 30 kwietnia 1964: Ernst Raadts (BP)
- 1 maja 1964 - 31 grudnia 1971: Matthias Duschl (SPD)
- 1 stycznia 1972 - 30 czerwca 1972: Josef Reithmayr (FW)
- 1 lipca 1972 - 30 kwietnia 1990: Gottfried Grimm (CSU)
- 1 maja 1990 - 30 kwietnia 1996: Rosemarie Grützner (SPD)
- Od 1 maja 1996: Thomas Karmasin (CSU)

### Kreistag
|                          |                          | 2002    | 2002    | 2002    | 2008    | 2008    | 2008    |
| miejsca                  | %                        | głosy   | miejsca | %       | głosy   |         |         |
| ------------------------ | ------------------------ | ------- | ------- | ------- | ------- | ------- | ------- |
|                          | CSU                      | 34      | 47,5%   | 40 791  | 31      | 43,3%   | 37 730  |
|                          | SPD                      | 17      | 24,5%   | 21 022  | 14      | 20,2%   | 17 587  |
|                          | Zieloni                  | 7       | 8,7%    | 7 429   | 10      | 13,8%   | 12 021  |
|                          | FUWG                     | 6       | 9,1%    | 7 804   | 7       | 11,1%   | 9 652   |
|                          | FDP                      | 2       | 3,0%    | 2 577   | 4       | 5,3%    | 4 595   |
|                          | UBV                      | 2       | 2,9%    | 2 459   | 3       | 4,3%    | 3 773   |
|                          | ödp/PFB                  | 1       | 1,9%    | 1 601   | 1       | 2,1%    | 1 829   |
|                          | REP                      | 1       | 2,5%    | 2 146   | -       | -       | -       |
|                          |                          | 70      | 100%    | 85 829  | 70      | 100%    | 89 961  |
| uprawnieni do głosowania | uprawnieni do głosowania | 148 799 | 148 799 | 148 799 | 155 037 | 155 037 | 155 037 |
| głosy ważne              | głosy ważne              | 85 829  | 85 829  | 85 829  | 89 961  | 89 961  | 89 961  |
| głosy nieważne           | głosy nieważne           | 2 565   | 2 565   | 2 565   | 2 774   | 2 774   | 2 774   |
| frekwencja               | frekwencja               | 59,4%   | 59,4%   | 59,4%   | 58,0%   | 58,0%   | 58,0%   |